# ليز إرفينغ
ليز إرفينغ (بالإنجليزية: Liz Irving)‏ هي لاعبة الاسكواش أسترالية، ولدت في 7 فبراير 1965 في بريزبان في أستراليا.

## وصلات خارجية
- ليز إرفينغ على موقع SquashInfo.com (الإنجليزية)
- ليز إرفينغ على موقع اتحاد ألعاب الكومنولث (مؤرشف) (الإنجليزية)